# Gonolobus parviflorus
Gonolobus parviflorus är en oleanderväxtart som beskrevs av Joseph Decaisne. Gonolobus parviflorus ingår i släktet Gonolobus och familjen oleanderväxter. Inga underarter finns listade i Catalogue of Life.